# La Bastida de Clarença
La Bastida de Clarença (en basc Bastida i en francès i oficialment La Bastide-Clairence), és una comuna del Bearn (Occitània), tot i que històricament pertanyia a la Baixa Navarra, un dels set territoris que formen el País Basc. Administrativament es troba al departament dels Pirineus Atlàntics i a la regió de la Nova Aquitània. Limita amb les comunes de Bardoze i Ahurti al nord, Hazparne a l'oest, Aiherra al sud i Oragarre a l'est. Reguen el municipi els rius Joyeuse (a l'oest) i Arbérou (a l'est). El gentilici dels habitants és "bastidòt" en occità i "bastidar" en basc. Forma un illot occitanòfon comprès dins el domini lingüístic basc.

## Història

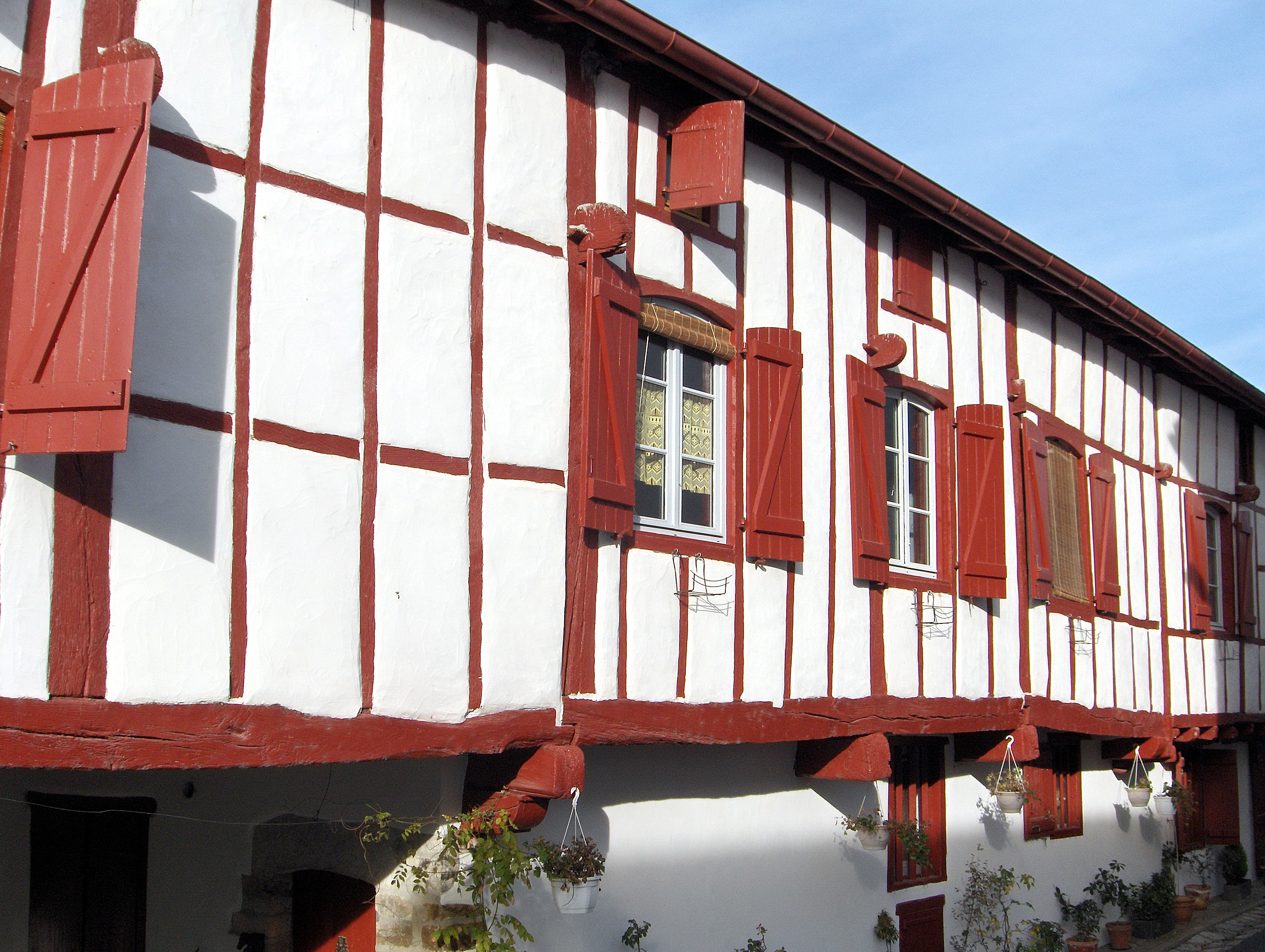
La Bastide-Clairence

Segons la llegenda, aquesta bastida navarresa va ser fundada el 1288 per Clara de Rabastens, sobre un vessant a la vora del Aran, d'aquí el seu nom gascó Bastida de Clarença. Als 800 refugiats vinguts principalment de Bigorra se'ls atorgà una carta al juliol de 1312, de part de Lluís I de Navarra, futur Lluís X de França. El naixement d'aquest poble respon a la necessitat de Navarresa de crear una ciutat-forta en aquesta arborada zona fronterera.
La Bastida, com ho indica el seu nom, és una ciutat-forta. L'historiador Paul Broca veia allà les restes de la seva antiga i poderosa fortalesa en 1875. La Bastida va acollir a poc a poc una població comerciant vinguda del sud-oest de França. Més tard, va oferir refugi als espanyols que fugien de la Inquisició, i als bascos de les ciutats i pobles dels voltants. Existeix una altra versió pel que fa a l'origen de la ciutat. Establí que aquesta hauria estat poblada per colons descendents de diversos llocs, i sobretot, de pelegrins de Santiago de Compostel·la anomenats els francs.
Cap al 1700, la població era de 2.000 persones. Els habitants vivien de la indústria de la fàbrica de claus, de la confecció de la llana, de la indústria de gèneres de punt i de l'agricultura. Fires de 12 dies asseguraven la prosperitat de la ciutat. Si bé al segle xvi els habitants no parlaven el basc, sinó el gascó, a poc a poc adoptaren la llengua i els costums bascos. La ciutat comptava en el segle xvii 320 cases i molins.
De 1575 a 1789, La Bastida va dependre dels senyors de Gramont. Aleshores, la ciutat comptava una important comunitat jueva, arran de l'expulsió dels jueus portuguesos. Encara avui, la plau des Arceaux i les seves cases d'entramat alberguen nombrosos artesans. Entre aquestes cases típiques, es distingeixen dues tendències arquitecturals: 
- l'estil labortà, amb sostres de frontó, teulada de dos vessants, façanes d'entramat de color vermell o verd sobre volades, i muntants i llindes esculpides.
- un estil de cases navarreses amb teulada de 4 vessants i portes en arc de volta.

La Bastida de Clarença ha estat guardonada amb el títol dels "Plus beaux villages de France", atorgat per una associació independent l'objectiu de la qual és promoure les bases turístiques de petits municipis francesos amb un ric patrimoni. El municipi, antany denominat Labastide-Clairence, va ser rebatejat com La Bastide-Clairence el 25 de juny de 1988.

## La comunitat israelita
Va durar aproximadament dos cents anys, des de començaments del segle xvii a la fi del segle xviii. A les acaballes del segle xvi, es van instal·lar a Baiona israelites sefardís vinguts d'Espanya, de Navarra i sobretot de Portugal, d'on es van dispersar a les tres petites ciutats de Pèira Horada (on els va acollir el senyor d'Aspremont), Bidàishen i La Bastida, on els protegia el duc de Gramont. Sovint anomenats "portuguesos", els israelites de la bastida es repartien entre 70 i 80 famílies en el segle xvii. Van viure allí en una comunitat relativament autònoma designada amb l'expressió de "Nació jueva" i van disposar d'un cementiri distint del cementiri cristià, que es va obrir al començament del segle xvii.
Les inscripcions de les tombes, 62 en total, van ser estudiades pel professor Gérard Nahon de 1962 a 1964. La tomba més antiga data de 1620, la més recent de 1785. En 18 d'elles, la data de la defunció ve expressada en el calendari hebreu. A partir de 1659, tots els noms són bíblics: Jacob, Isaac, Benjamí..., Esther, Sarah, Rebecca... Entre els noms de família figuren Dacosta, Henriquez, Lopez, Nunez, Depas, Alvares... El nombre de israelitas va disminuir notablement a mitjan segle xviii, quan no es comptaven més que una quinzena de famílies jueves. Van passar a ser només sis en 1798. El cementiri pertany al Consistori israelita de Baiona.

## Demografia
| 1896 | 1901 | 1936 | 1954 | 1962 | 1968 | 1975 | 1982 | 1990 | 1999 |
| --- | ---- | ---- | ---- | ---- | ---- | ---- | ---- | ---- | ---- |
| 1360 | 1341 | 1132 | 825  | 874  | 821  | 844  | 759  | 852  | 881  |
| A partir de 1962, el cens té en compte la població resident definida com a "Population sans doubles comptes" per l'INSEE |      |      |      |      |      |      |      |      |      |

## Administració
| Data d'elecció                         | Identitat          |
| -------------------------------------- | ------------------ |
| No es coneixen dades anteriors a 1995. |                    |
| 1995                                   | Léopold Darritchon |
| 2001                                   | Léopold Darritchon |